# 政治社会学
政治社会学（せいじしゃかいがく、英語: political sociology、フランス語: la Sociologie politique）は、権力、社会、国家、政治的対立の関係を研究する学問である。

## 概要
政治社会学は、社会学と政治学との学際的なアプローチによって政治現象を解明しようとする社会学の一領域であり、「マクロ」と「ミクロ」の要素を持つ。
マクロ的な焦点は、国民国家、政治制度とその発展、社会的・政治的変化の源泉（特に大規模な社会運動やその他の形態の集団行動を伴うもの）に関する問題を中心に据えてきた。ここで研究者たちは、政治制度がどのようにして、またなぜそのような形態をとるのか、そしていつ、どのようにして大きな変化を遂げるのかについて、「大きな」問いを投げかけてきた。
対照的にミクロな方向性は、社会的アイデンティティや集団が、投票や態度、政治参加といった個人の政治行動にどのような影響を与えるかを検証するものである。政治社会学のマクロな領域とミクロな領域はともに政治学と重なるが、政治社会学者の際立った焦点は、政治システムの内部的な働きや仕組みよりも、政治システムを形成する根底にある社会的な力にある。
政治社会学の起源は、アレクシス・ド・トクヴィル、カール・マルクス、エミール・デュルケーム、マックス・ウェーバーなどの著作に遡ることができるが、社会学の中で独立したサブフィールドとして登場したのは第二次世界大戦後のことである。1950年代から1960年代にかけての画期的な著作の多くは、階級、宗教、人種／民族、教育が個人や集団の政治行動に与える影響に関するミクロな問題を中心としていた。1970年代に入ると、政治社会学者たちは、革命の源泉と結果の理解、政治的結果の形成における政治制度の役割、国家の発展に関する大規模な比較歴史研究など、マクロな主題にますます目を向けるようになった。

## 政治学と社会学の関わり
政治学では、経済学的手法を取り入れた合理的選択理論が広く受容されるまで、実証研究において社会学的なアプローチが多く利用されてきた。例えば官僚制・官僚機構については行政学および社会学の双方からアプローチされてきており、政治社会学は社会学的分析方法を用いて政治現象を分析するという意味では、政治学でもあり社会学でもある。

## 具体的テーマ
世論形成論、投票行為論、官僚制研究などがあり、社会学研究の根底である人間と人間、機構と人間、機構と機構とが生み出す「関係」に焦点を当てることが多い。また、エスニシティ・移民・貧困研究（開発論）など、人種同士、国や地域同士が生み出す関係性から来たす政治的諸問題を取り扱うことから、国際政治学（国際関係学）との親和性も高い。
1. 1 2 3 4  “Political Sociology” (英語). obo. 2023年6月22日閲覧。